# 山口镇 (修水县)
山口镇，是中华人民共和国江西省九江市修水县下辖的一个乡镇级行政单位。

## 行政区划
山口镇下辖以下地区：
山口街社区、上桃村、中桃村、桃坪村、来苏村、柘蓬村、辛岭村、火田村、石口源村、杨坑村、秀水村和芭蕉山垦殖场生活区。

## 中国历史文化名镇
山口镇为中国历史文化名镇。